# Plurinacionalitat
Plurinacional és un terme polític per referir-se a un estat constituït per diverses nacions.
En el cas d'Espanya, la plurinacionalitat és sostinguda per les forces polítiques nacionalistes o les estatals més esquerranes i negada per les conservadores o d'esquerra moderada que mantenen literalment el que diu la Constitució espanyola de 1978 respecte a l'existència d'una sola nació i pàtria indivisible, tot i que també utilitza el terme més ambigu nacionalitat per referir-se a algunes autonomies.
El concepte de la plurinacionalitat entronca amb el més antic de federalisme.